# Karanaśarira
Karanaśarira (trl. kāraṇaśarīra) – ciało subtelne w hinduizmie, jedna z powłok istoty ludzkiej
trwająca nawet podczas pralai – anihilacji wszechświata stworzonego przez Brahmę.

## Śankara
Adi Śankaraćarja w dziele Wiweka ćudamani charakteryzuje tę powłokę jako utajenie świadomości istnienia (awjakta) i procesów buddhi,
a równocześnie jako siedzibę źródła intuicyjnej świadomości (buddhi).

## Siddhajoga
Swami Muktananda Paramahansa charakteryzuje karanaśarirę jako ciało powstałe z mai i pięciu produktów jej przemian zwanych kanćuka, związane z pradźńą i ćakrą anahata.. Doświadczając go w medytacji, znajdował się w stanie całkowitej ciemności i niepamięci, bez świadomości kim jest, w stanie pustki.
Dźiwa percepuje to ciało w czasie stanu suszupti – snu bez marzeń sennych.